# Schmalnau (Fulda)

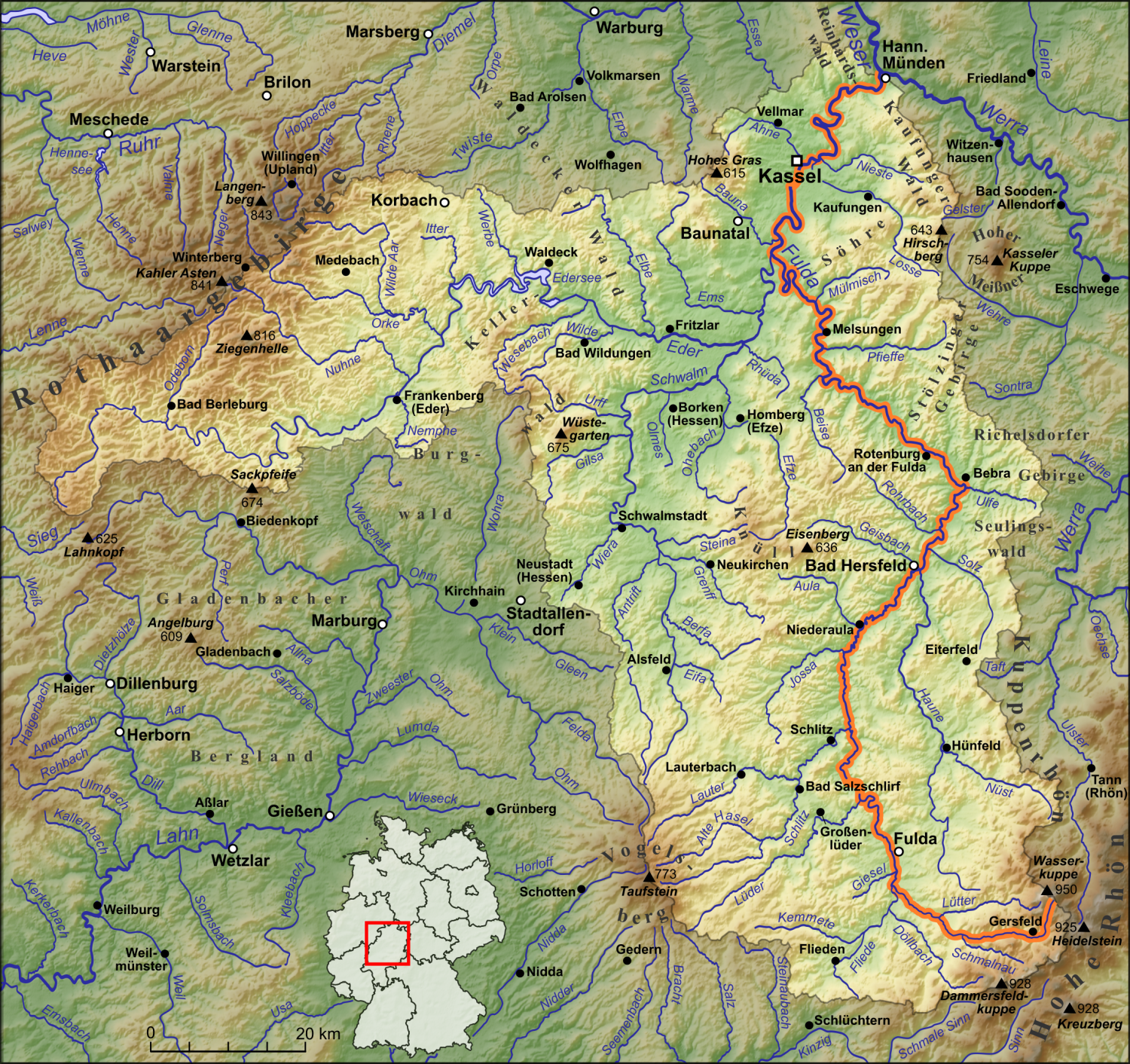
Der Verlauf der Schmalnau aus der Rhön auf dem Weg zur Fulda (am Kartenende rechts)

Die Schmalnau, im Ober- und Mittellauf auch Rommerser Wasser genannt, in der Rhön ist ein etwa 10,7 km langer, südöstlicher und orographisch linker Zufluss der Fulda im Landkreis Fulda in Osthessen (Deutschland).

## Verlauf
Die Schmalnau, die ausschließlich im Biosphärenreservat Rhön und im Naturpark Hessische Rhön verläuft, entspringt als Rommerser Wasser in der Hohen Rhön. Ihre Quelle liegt südöstlich des Dorfs Rommers (südsüdwestlicher Stadtteil von Gersfeld (Rhön)) am Nordrand des Naturschutzgebiets Haderwald (NSG-Nr. 318486), das 1997 gegründet wurde und rund 17,83 km² groß ist. Sie liegt auf der Nordwestflanke des Rommerser Bergs (850,2 m ü. NHN) auf etwa 628 m Höhe.
Anfangs passiert das zumeist nordwestwärts durch die Milseburger Kuppenrhön verlaufende Rommerser Wasser das Dorf Rommers, wo von Norden kommend der Teufelsgraben einmündet, und die dortige Wüstung Altenhirza, wo von Süden heran fließend der Veitengrundgraben zufließt. Dabei bildet es abschnittsweise die Nordgrenze des Naturschutzgebiets Haderwald. Dann erreicht es entlang der Kreisstraße 66 die Einmündung des von Süden kommenden Gichenbachs, dem längsten Schmalnau-Zufluss. Hiernach verläuft das Fließgewässer, das von dort an Schmalnau heißt, durch das Gersfelder Dorf Gichenbach.
Dann fließt die Schmalnau in das Gemeindegebiet von Ebersburg ein, wo sie durch den Ortsteil Schmalnau verläuft, um im Dorf, nach Passieren des Ortskerns und letztlich nach Norden entlang der K 69 verlaufend, auf etwa 350 m Höhe in den dort von Osten kommenden Weser-Quellfluss Fulda zu münden.

## Einzugsgebiet und Zuflüsse
Zu den Zuflüssen der Schmalnau, deren Einzugsgebiet 29,413 km² umfasst, gehören mit orographischer Zuordnung (l = linksseitig, r = rechtsseitig), Gewässerlänge, Mündungsort mit Schmalnaubachkilometer und – wenn bekannt – Einzugsgebietsgröße (bachabwärts betrachtet)/:
- Teufelsgraben (r; 1,2 km), bei Rommers (nahe km 9,6)
- Veitengrundgraben (l; 3,5 km), bei Wüstung Altenhirza (bei km 9,25), 6,568 km²
- Kurzwinkel (l; 2,5 km), unterhalb Rommers (bei km 8,45)
- Römergraben (r; 1,2 km), unterhalb Rommers (nahe km 7,65)
- Gichenbach (l; 5,1 km), oberhalb Gichenbach (nahe km 5,6), 7,215 km²